# خوش‌مکان علیا
خوش‌مکان علیا، روستایی از توابع بخش مرکزی شهرستان جوانرود در استان کرمانشاه ایران است. ................

## جمعیت
این روستا در دهستان پلنگانه قرار دارد و براساس سرشماری مرکز آمار ایران در سال ۱۳۸۵، جمعیت آن زیر سه خانوار بوده‌است.